# Berdsk
Berdsk (rus: Бердск) és una ciutat de l'óblast de Novossibirsk que està situada a la riba del riu Berd. L'any 2010 tenia 97.296 persones.